# Base aérienne de Poltava
La base aérienne de Poltava (ukrainien : Авіабаза «Полтава») est une base située près de la ville de Poltava, dans l'oblast de Poltava, en Ukraine.

## Histoire
En 1936 la base est soviétique. De 1941 à 1943 elle est occupée par la Luftwaffe. En février 1944 elle est utilisée par l'USAF pour l'opération Frantic et fut baptisée USAAF Station 559 et le quartier général, Commandement Est du général Alfred Kessler.

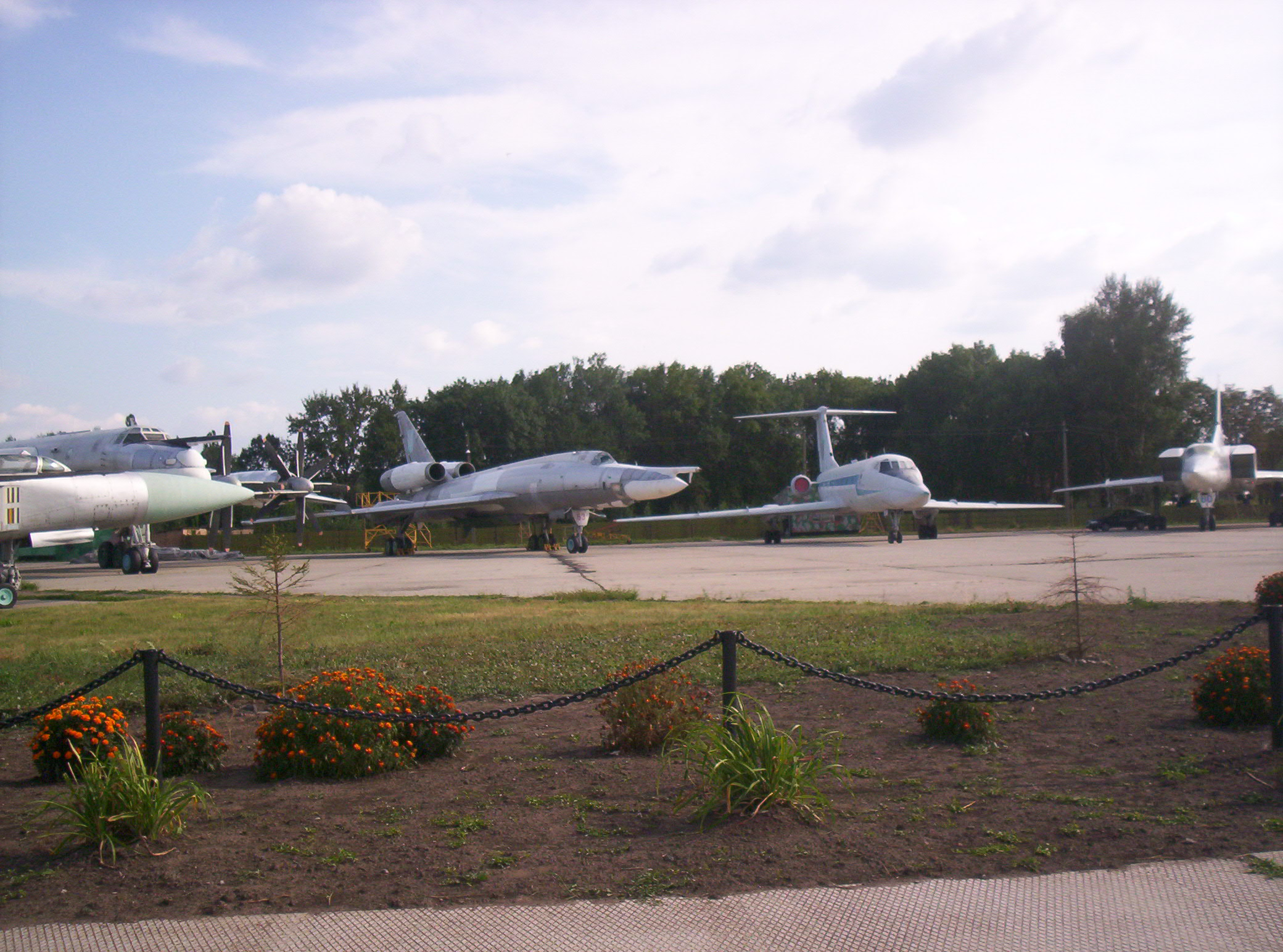
Sukhoi Su-15, Tupolev Tu-95, Tupolev Tu-22, Tupolev Tu-22M et Tupolev Tu-134UBL du musée.
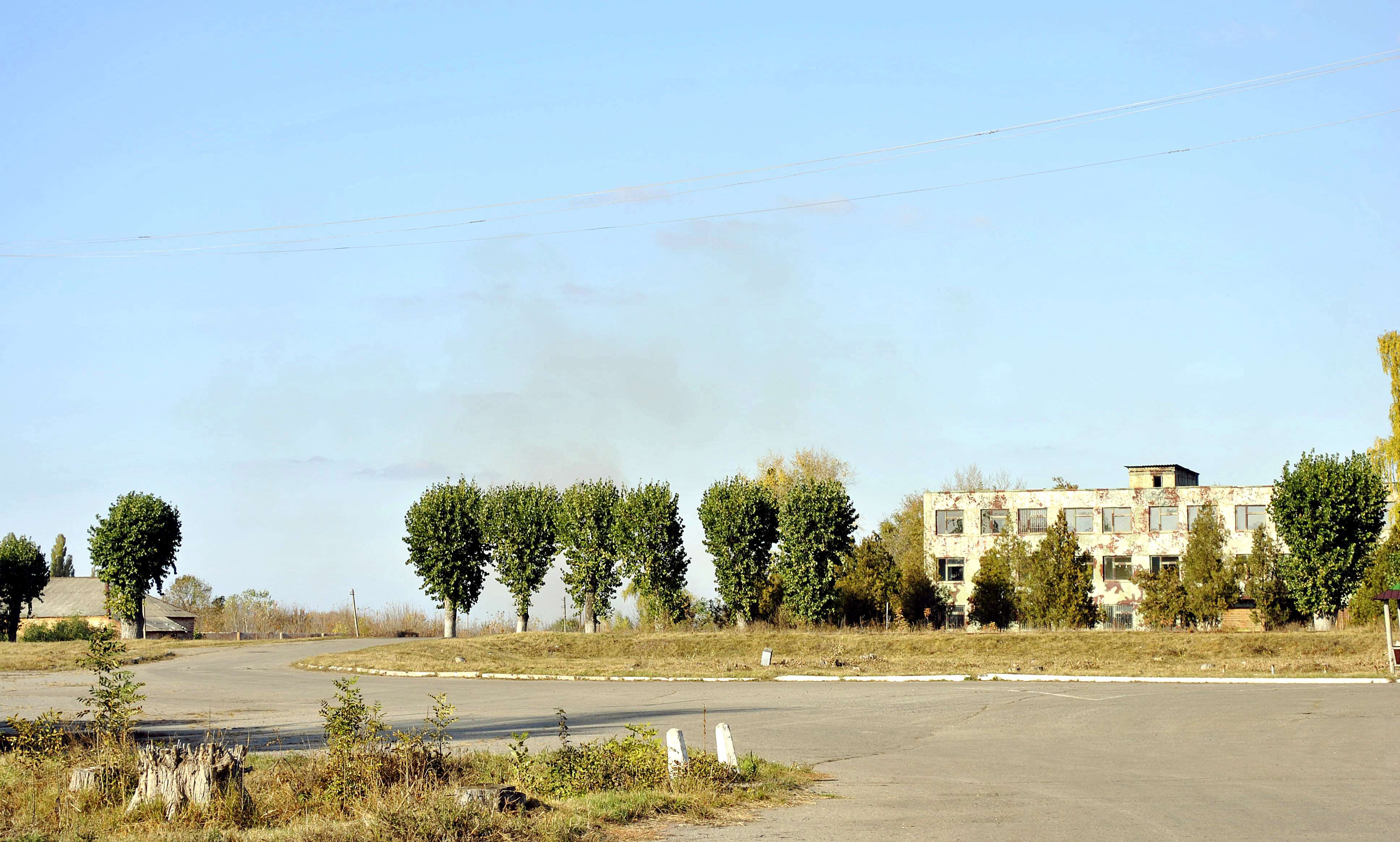
En 2011.

La base possède son musée et accueille la 18e brigade d'aviation de l'armée, aviation légère principalement équipée d'hélicoptères.